# Castello della Torre Franca
Il castello della Torre Franca anche castello di Mattarello (Schloß Madrell nei testi di lingua tedesca) è un castello situato nel paese di Mattarello pochi chilometri a sud della città di Trento (TN).

## Descrizione

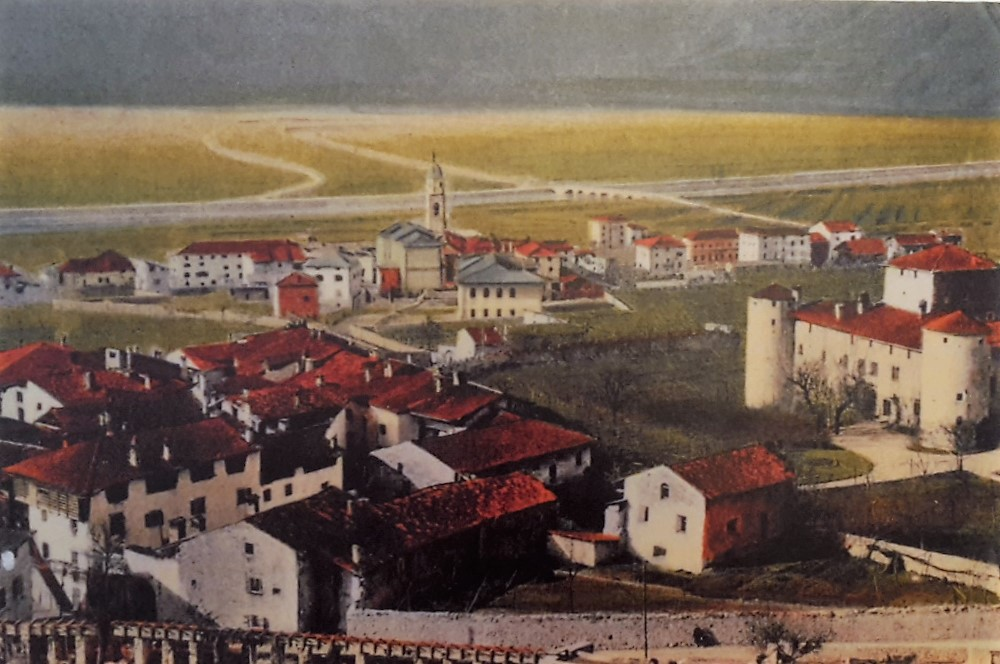
Dipinto del castello Torre Franca

Si tratta di un maniero caratterizzato da una pianta quadrangolare con quattro torri cilindriche ai vertici del quadrilatero e con al centro un alto mastio quadrato, che costituisce la parte più antica della costruzione. Le quattro torri sono state ricostruite nel XVI secolo da Nicolò Trautmannsdorff. Il paese di Mattarello trae il suo simbolo da questa torre.
Lungo il perimetro del terreno circostante, oggi coltivato a viti, rimangono alcuni brani di una cinta di mura con merli guelfi.

## Storia
Il castello venne fatto costruire nel XII secolo dalla famiglia dei Castelbarco, al fine di controllare la strada che, attraverso il passo della Valsorda, collegava la Valle dell'Adige con la Valsugana. Nel XVI secolo l'edificio passò alla famiglia Trauttmansdorff, che lo abbellì con affreschi e con aggiunte in stile rinascimentale (dei porticati, una scuderia, una cappella), in parte andate distrutte. Nel corso della prima guerra mondiale il castello ospitò un ospedale militare austro-ungarico, come testimonia la grande croce rossa dipinta sopra il portale a nord-ovest.
Oggi il castello è di proprietà privata e non è aperto al pubblico.